# Képregényborító
A képregény egyik legfontosabb része, eleme a borító, ugyanis ez az, amit először szemrevételezhet, megpillanthat az újságárusoknál, a képregényboltokban, a különféle képregényes reklámokban, s a képregénykiadók weblapjain az érdeklődő. Szinte mindjárt kialakul benne egy érzés, hogy tetszik-e illetve tetszeni fog-e az adott képújság vagy sem. Jelentős szerepe van abban tehát, hogy megvásárolják-e az adott képregényes kiadványt vagy sem, hiszen a legtöbb esetben a beltartalmat, a történetet nem ismerik az adott címet követő olvasók. Éppen ezért minél érdekfeszítőbbnek kell lenni a borítónak, hogy már első pillantásra megbabonázza a potenciális érdeklődőket, vásárlókat. A legutóbbi évtizedekben annak lehettünk tanúi, hogy változatosabbnál-változatosabb borítók születtek meg, s tették érdekesebbé a képújságok elülső fedőlapját, illetve magát a képregényt is.
E felvásárlási láz nagyjából 1985 és 1993 között érte el a csúcspontját az Egyesült Államokban, amikor is olyan hírek jelentek meg a médiában, hogy egyes ritka képregények hatalmas összegekért kerültek értékesítésre. Ezek a híradások számos ember fantáziáját megmozgatták, olyanokét is, akik addig soha nem érdeklődtek a kilencedik művészet iránt. A képregény egyszerre csak kiváló befektetésnek mutatkozott, amely adott esetben gazdaggá is teheti annak megvásárlóját. A képújságok kiadói nyilván kihasználták ezt a soha nem látott érdeklődést, s a legkülönfélébb képújságokkal árasztották el a „piacot”, ezzel is növelve eladásaikat.
Ekkor lettek gyakoriak a  variáns borítójú  képregények, a  műanyag zacskókba csomagolt  újságok, valamint az  „exkluzív”, egyedi díszítéssel rendelkező borítójú képregények  (például:  csillogó, hologramos, kivágott, dombornyomott  stb.).
Számos olyan újság is megjelent, amely a gyűjtőket, a fanatikusokat célozta meg, ezzel még egyedibbé, még értékesebbé téve az egyes képregényeket (nyilván a hozzá nem értők szemében is).
A zacskóba csomagolt képregények kiváló eladásokkal kecsegtethettek. Az a vásárló/gyűjtő aki meg akarta tartani ép, bontatlan állapotban e becsomagolt képregényét, s el akarta azt tenni a gyűjteményébe, egy másik példányt is vásárolnia kellett, amelyet elolvashat, „szabadon” forgathat (sőt, volt olyan képregény is, amely több eltérő borítóval jelent meg, becsomagolva, ezzel újfent csak növelve az eladott példányok számát).
Hasonló volt a helyzet az „exkluzív” borítójú képregényekkel is, amelyeket szintén azért vásárolták fel nagyobb tételben, mert arra számítottak, hogy idővel majd nagy nyereséggel adhatják el azokat, csak azért mert „különlegesek”.
E képregény-vásárlással azonban éppen ellenkező „célt” értek el a felvásárlók. Ahogy a közgazdaságban is lenni szokott, túlkínálat jelent meg ezekből az „egyedi”, ritkának kikiáltott, de nagy mennyiségben nyomtatott példányokból a „piacon”, amelyeket tömkelegével vásároltak meg anno, így nemhogy nyereséget nem tudtak realizálni a spekulánsok, hanem pénzt veszítettek, buktak a mohóságukon. Ezek a több százezer, adott esetben millió példányban előállított képújságok még ma is borítóár környékén vagy az alatt cserélnek gazdát (ilyen kiadványok például az 1990-es évek legelején megjelentetett X-Men 1. és Youngblood 1. száma is).
A spekuláns célzattal felvásárló egyének egy másik fontos dolgot is elfelejtettek, mégpedig azt, hogy a kiemelkedő áron eladott képregények, amelyek nyilván nagyon ritkákká váltak, főleg jó állapotban, nem az akkori jelenkorban, hanem jó pár évtizeddel korábban, az amerikai képregény arany- és ezüstkorszakában készültek. Ezek, az idő múlásával, csak rendkívül alacsony példányszámban maradtak fenn megfelelő állapotban (többségük nyilván megsemmisült az évtizedek során), így az értékük ezzel párhuzamosan az egekbe szökött (elég ha csak a Nicolas Cage által eladott Superman első kalandját tartalmazó Action Comics 1. számának eladási árára gondolunk: $2 161 000) .
Természetesen ahhoz, hogy adott esetben egy képregény anyagi értelemben véve, jelentős értéket képviseljen, a legtöbb esetben hosszú időre van szükség. 1993 után e fentebb vázolt spekulációs felvásárlási láz lelohadt, a képregények iránti érdeklődés lecsillapult, s a különböző borítójú képregények is jelentősen visszaszorultak. Szinte valamennyi képregénykiadó, a Marvel, DC, Image stb. haszonélvezője volt ennek a jelenségnek, ám idővel miután telítődött a „piac”, s csökkent a vásárlók száma, anyagi nehézségekkel szembesültek (igaz, ehhez más, itt nem ismertetett körülmények is szerepet játszottak).
Mindezek ellenére a 2000-es évek közepétől ismételten előtérbe kerültek a legkülönfélébb, különösen az alternatív borítójú megjelenések, s azóta újfent „havi” rendszerességgel találkozhat velük az érdeklődő az egyes kiadók kínálatában. 
Célom e rövid bevezető után az eltérő képregény-borítók rövid bemutatása, a teljesség igény nélkül.

## Alternate/Variant cover (Alternatív/Variáns borító)
E kifejezés azon képregényre használatos, amely több, eltérő/különböző borítóval jelenik meg. Ezek a képregények általában egy nagyobb példányszámú  „rendes” (standard)  borítóval látnak napvilágot, s ahhoz viszonyítva egy kisebb példányszámú, eltérő verziójú elülső fedőlappal  (alternatív)  is megjelennek. Nyilván ez utóbbi kiadvány lesz a variáns borítójú kiadvány. A példányszámokat illetően, azonos számban, arányban is megjelenhetnek az egyes borítójú képregények (például ha két borítóval jelenik meg egy újság, akkor 50-50%), nem feltétel, hogy eltérő mennyiségben lássanak napvilágot.
A leggyakrabban teljesen más rajzzal jelennek meg az ilyen borítójú kiadványok, de adott esetben kisebb eltérések is elegendőek ahhoz, hogy variációkról szólhassunk. Nem szükséges a borító rajzának kis arányú módosítása sem, elég, ha csak más a borító egy részének a színezése, eltérő helyre kerül a szöveg (vagy a kiadó jól ismert logója) vagy új textus tűnik fel azon. 
Számos képújságnál tapasztalhatjuk azt, hogy ha egy adott lap első nyomása elfogy, akkor nem sokkal azután, egy második, harmadik stb. nyomás is napvilágot lát, de eltérő borítóval.
E témakörhöz lehet sorolni azon képregényeket is, amelyek valamilyen nyomdahibának köszönhetően lettek eltérőek vagy azon képregényeket is, amelyek teljesen azonos borítójúak, de eltérő árúak (például az amerikai X-men [1991-es sorozat] 93. száma $1.99-es; $2.29 és $2.49-es borítóárral is megjelent).
Az 1980-as évek elejétől számos képregény két fajta kiadásban látott napvilágot, melyből az egyik az ún.  Direct Edition  a másik pedig  Newsstand Edition  kiadásra hallgatott. Egyes képregény-rajongók szemében e kiadások is variánsnak számítanak, legalábbis ha egymáshoz viszonyítjuk őket.
A  Direct Edition  kiadású képregények kifejezetten a képregényboltokba, illetve a képregényekkel foglalkozó szaküzletekbe kerülnek kiszállításra és ott értékesítik azokat. E képújságok közvetlenül a kiadótól érkeznek e boltokba és azokat nem küldhetik vissza (az 1980-as évektől a képújságok értékesítése, a képregényboltokat kivéve, folyamatosan visszaesett, így a kiadók megengedték azt a kiskereskedőknek, hogy azok közvetlenül tőlük vásárolják/rendeljék meg a képregényeket, kiiktatva ezzel nagykereskedőket). Tehát az újságok addig maradnak a képregényboltok polcain, amíg azokat meg nem vásárolja valaki. E kiskereskedő boltok ezen okok miatt általában nagyobb kedvezménnyel tudják megvásárolni a komikokat.
A  Newsstand Edition  kiadású képregények a fentebb ismertetett értékesítési helyeken „kívül”, újságárusoknál, játékboltokban, áruházakban, tehát a nem kifejezetten képregények eladásával foglalkozó kereskedésekben árulják. Ezen üzletek nem közvetlenül a kiadóktól, hanem nagykereskedőkön keresztül jutnak hozzá a képregényekhez és a nem értékesített példányokat bizonyos idő után vissza kell küldeniük. Sokan még azt is megemlítik e kiadással kapcsolatban, hogy a képregények „nem szakértő” kezekbe kerülnek, nem figyelnek úgy oda azok épségére, mint a kifejezetten képregények árusítására szakosodott boltokban, így ezeket a kiadványokat nehezebb jó állapotban beszerezni, tehát magasabb értékkel is bírnak.
Nem lehet konkrét szabályt megfogalmazni arra, hogy miben tér el egymástól a 2 kiadás borítója (ugyanis ez kiadónként és időszakonként eltérő), de például a Marvel kiadó 80-as, 90-es évekbeli Newsstand Edition képregényeinek elülső fedőlapján egy vonalkód található, míg a Direct Edition képújságainál e helyén, s e helyett valamilyen kisebb kép, rajz szerepelt (például egy Pókember-fej) . Egy másik kisebb eltérés, hogy a megjelenés dátuma, kiadvány ára és száma más fajta alakzatban szerepelt a borítón. A Newsstand Editionnél például egy téglalapból olvashatjuk ki ezen adatokat, míg a Direct Edition kiadványoknál egy rombuszból (vagy gyémánt-alakzatból).
A 90-es években csökkentek az eltérések e 2 fajta borító között s az újságokon szereplő vonalkódok mutatkoztak kiváló támpontnak a megkülönböztetésre (a vonalkódok teljesen eltértek, más a méretük, s mások a számkaraktereik is). A Direct Edition kiadványok vonalkódja fölé rányomtatták a Direct Edition (vagy Direct sales) feliratot, míg amelyeken ez nem szerepelt, azok a Newsstand kiadásúak voltak (kisebb eltérés még, hogy a vonalkód téglalapján belül máshol szerepelt a kiadvány sorszáma, ára).
Mint látható, a borító-változatok széles tárháza kezdett kialakulni igen rövid idő alatt.
Ezek a variáns borítójú képregények az 1980-as és 1990-es évek elején terjedtek el széles körben, amikor is sokan a fentebb ismertetett spekulációs célzattal vásárolták meg a képregényeket, mivel arra számítottak, hogy az évek, évtizedek múlásával e képújságok értéke jelentős mértékben emelkedni fog, így idővel adott esetben jelentős haszonnal értékesíthetik ezen komikokat.
Felvetődhet a kérdés, hogy vajon szükség van-e egyáltalán az ilyen típusú képregényekre, hiszen azon kívül, hogy a képregények elülső fedőlapja eltér, az újság beltartalma a legtöbb esetben teljesen azonos.
Nos, ha nem anyagi szemszögből közelítjük meg e témát, akkor mondhatjuk azt, hogy a kiadó megtiszteli a vásárlót a választás lehetőségével. Az érdeklődő dönthet a rendelkezésre álló alternatívákból, hogy melyik borító az, amelyik a legjobban tetszik neki, s azt megvásárolja. Ám ez a „választási jog” nem teljesül sok esetben, ugyanis nem mindegyik terjesztő/kiskereskedő kap minden egyes eltérő borítójú példányból. Némely kiadások az újságárusokhoz (a korlátozott befogadóképessége miatt nyilván nem tárolhat minden egyes eltérő példányból egyet, és nemcsak képregényeket árusít, nem az a fő profilja), némelyek a képregényboltokba kerülnek (és az is kérdés, hogy az előfizetők mely példányt kapják meg). Olyan esetek is gyakran megesnek, hogy ezeket a variáns borítójú képregényeket csak bizonyos képregényboltoknak vagy terjesztőknek adják el vagy csak képregényes eseményeken, börzéken vásárolhatóak meg, ami sokak számára nagyon nehézkessé teszi azok beszerzését.
Az alternatív borító egy másik lehetőséget is magában hordoz. „Bemutatkozási” felületet biztosíthat a kevésbé ismert rajzolóknak, tehetségeknek, akik adott esetben, ha jól teljesítenek, újabb megbízást/munkát „nyerhetnek el”, s lehet, már nemcsak az elülső fedőlap megalkotására kapnak felkérést a következő alkalommal, hanem egy füzet belső munkálatainak elkészítésére is.
A variáns borító olykor jótékony célokat is szolgálhat. Egy üde színfoltja ennek a Magyarországon megjelent  Staféta (1. rész)  elnevezésű szerzői kiadású képregény, amely 2 eltérő borítóval jelent meg, egy színessel és egy fekete-fehérrel. A kiadvány alkotói közösségének tagjai úgy döntöttek, hogy a képregény eladásából befolyó összeget jótékonysági célra fordítják és az Országos Mentőszolgálat számára ajánlják fel azt.
Ha gazdasági szemszögből tekintünk az ilyen típusú képregényekre, akkor nyilvánvaló, hogy az eladások növelése a cél. Az igazi „kemény-maghoz” tartozó gyűjtök, akik fanatikusai egy adott sorozatnak, nem engedhetik meg maguknak azt, hogy akár csak egy szám is hiányozzon a gyűjteményükből. Nos, ez a megállapítás természetesen az eltérő borítójú képregényekre is igaz. Egy igazi gyűjtőnek kötelező minden egyes variáns példányt beszereznie, megvásárolnia, akármennyibe is kerüljön az (és természetesen a kiadók szépen megkérik az ilyen példányok árát, olykor a borítókra is ráírják célzottan, hogy Gyűjtők figyelmébe, Gyűjtőknek!) hiszen csak így lesz hiánytalan, teljes a „kollekciója”.
Sok esetben e több variáns borítóval megjelenő újságok eltérő példányszámban jelennek meg. Nyilván az, amely kevesebb darabban kerül előállításra, az egyfajta kuriózumnak számít, nehezebb hozzájutni. Ezeknek a képújságoknak az értéke nyilván, amellett, hogy szinte azonnal a borítóáruk többszörösét teszik ki és az idő elteltével ez csak tovább növekszik, az azonos szám többi variáns borítójú példányánál is sokkal többet érnek. Persze itt azt is látni kell, hogy egy adott újság milyen példányszámban jelenik meg. Ugyanis az amerikai  X-men (1991-es sorozat) 1. száma  a 8 milliós eladási adataival egyhamar nem fog ritkaságnak számítani, még ha 5 eltérő borítóval is jelent meg akkoriban (sőt, azóta a megjelenés 20. évének tiszteletére, 2011-ben egy újraszínezett kiadás is napvilágot látott).
Az egyes variáns borítók értékét az is növeli, hogy adott esetben ki alkotta azokat. Sok esetben a füzet belső tartalmát készítő rajzolót kérik fel a több eltérő borító megalkotására, de adott esetben más „vendég-rajzolók” felkérésére is sor kerül. Nyilván, ha egy híres, „sztár”-alkotó készíti a borítót, az egyből növeli az adott variáns szám értékét, hiszen nagy valószínűséggel a kereslet is hatalmas lesz iránta . Az Uncanny X-Men 500. száma, amelynek az egyik borítóváltozatát Michael Turner (a Magyarországon a Képes kiadó által kiadott Superman és Batman: Supergirl - Egy lány a Kripton bolygóról című képregénykötet rajzolója, valamint a Kingpin kiadó a Polgárháború: A háború kezdete és a Polgárháború: A háború vége című kiadványok borítójának alkotója) készítette (s két különböző verzióval jelent meg, egy színes-, s egy fekete-fehér, nyers vázlat-formátumban) a Milehighcomics.com képregény-árusító oldal szerint hibátlan/kiváló állapotban $105 (színes verzió) illetve $350 (vázlat verzió) ér. Sajnos itt azt is muszáj hozzátenni, hogy Michael Turner 2008. júniusában tragikusan fiatalon elhunyt, így az a faktor is, hogy tőle már nem fognak új rajzok, kiadványok megjelenni, növeli a kiadvány értékét.
A variáns borítók egyfajta reklám illetve promóciós célzatot is ellátnak manapság. Elég ha csak a Marvel kiadó néhány „propaganda-hadjáratára” gondolunk. Nemrég olyan minisorozatok jelentek meg a kiadó jóvoltából, mint a  Marvel Apes és a Marvel Zombies . E kiadványok „tiszteletére” vagy inkább népszerűsítésére szinte valamennyi más Marvel újság is egyszer a borítóján „majom”- vagy éppen „zombi”-változatban jelent meg e minisorozatok megjelenésével egyidőben (például: Marvel Spotlight: Marvel Knights 10th anniversary vagy Ultimate Spider-man [1. sorozat] 115. száma, Ultimate X-men [1. sorozat] 87. száma).
De akár mozifilmek hirdetésére is tökéletes egy variáns borító. Elég, ha csak az X-men: Legacy 247. vagy a New Avengers (2010-es sorozat) 11. számaira tekintünk, amelyek Thort ábrázolják, akiről az idő tájt egy filmet vetítettek a mozikban. De ha hazai példával akarunk élni, akkor a Cartaphilus kiadó Zöld Lámpás: A kezdet titka képregénykötet borítója is reklám célokat szolgált (külföldön több borítóval jelent meg e kötet, hazánkban nyilván csak eggyel), a mozifilm hazai bemutatójának pontos időpontját is láthatjuk azon.
Minden oldal, minden reklám ugyanazon az oldalon van, semmilyen eltérés nincs a borítón kívül. Nos, az előző mondatban közölt állítás nem teljesen helytálló, ugyanis néhol a belső is különbözik valamilyen formában. Ha az amerikai  X-Men (1991-es sorozat) első számát  vizsgáljuk, amely  5 eltérő borítóval  (kezdetben az ábécé kezdőbetűi alapján nevezték el az egyes borítókat, így különböztették meg azokat egymástól) jelent meg (ha az első négy A+B+C+D újságok borítóját összerakjuk, akkor megkapjuk az ötödik, E borítójú kiadvány elülső fedőlapját, amely kihajtható, s négy oldalas terjedelmű), számos eltérést tapasztalhatunk. Az A, B, C, D borítójú X-menek belseje mindenben azonos, kivéve abban, hogy a füzet közepén 2-2 oldalas galéria található az X-men csapatáról, ám ezek a rajzok eltérőek minden egyes számban. Az E borítójú X-men valamennyi, az A, B, C, D füzetek végén található rajzot magában foglalja, s ezen felül, egyetlenegy reklámot sem tartalmaz, valamint jobb minőségű papírra lett nyomva (a többi füzetben, mindben van reklám). Az E-borítójú X-men belső borító-részén egy másik 4 oldalas képet is láthatunk, ami szintén nem található meg a többi kiadványban.
Ha egy másik példát keresünk, akkor az amerikai  Adventures of Superman 500.  száma kiváló erre. Műanyag-zacskóba csomagolva jelent meg, több különböző borítóval. Az egyik példány tele van a szokásos 3-4 oldalanta felbukkanó reklámokkal, míg ezzel ellentétben a másik borítójú kiadványban a reklámoldalak helyén további képregény-oldalak szerepelnek. Az egyik képregényben tehát extra oldalakkal találkozhatunk, amelyek a másik újságban egyáltalán nem találhatók meg.
A Superman legendás,  Superman  halálát tartalmazó,  75. száma  (itt is az amerikai kiadásról van szó) is több különböző borítóval jelent meg, köztük egy fekete műanyag zacskóba csomagolt kiadással is. E fekete zacskós kiadás habár belsejében azonos volt a többi kiadással, de számos olyan „ajándékot” (egy újságcikk Superman haláláról, egy hatalmas poszter, amin Superman koporsóját viszik a barátai, egy fekete kitűző, 4 darab kis bélyegecske) is tartalmazott, amely a többi, zacskó nélküli kiadásban nem volt benne.
Az egyes képregények  újrakiadásai  ugyancsak ékkövei ennek a témának. Elég ha csak a hazai képregény-kínálatra és az alábbi címekre gondolunk: Asterix, Lucky Luke (Talpraesett Tom, Villám Vili), Tintin, Largo Winch, XIII (e két utóbbi képregény első közlése: X-07 akciómagazin) vagy a Rejtő-képregények. Az egyes kiadások között évtizedek teltek el, s a mellett, hogy e képújságok kisebb-nagyobb borító-változásokon estek át, belsejük is megújult, megváltozott. Új színezést, új fordítókat, új külcsínt vagy éppen új nevet kaptak.
Nos, nyilvánvaló, hogy legalább 2 eltérő borító kell ahhoz, hogy variáns borítójú képregényekről lehessen szólni. Általában 2-3 eltérő borító a gyakori, amivel manapság megjelennek az e típusú képregények, ám a felső határ, a „csillagos ég”. A Wildstorm kiadó Gen 13 1. száma 13 eltérő borítóval jelent meg. Az IDW kiadó 2011-ben 80 darab eltérő borítóval jelentette meg a Godzilla: Kingdom of monsters 1. számát.
Ha  Magyarországra  tekintünk, akkor itt nyilván nem találkozhatunk ekkora variáns borítójú felhozatallal, így az irántuk való nagyobb igény, kereslet sem alakulhatott ki. 
A Csodálatos Pókember (1. sorozat). 50. jubileumi száma volt az első olyan szuperhősös képregény hazánkban, amely két eltérő elülső fedlappal jelent meg. Egy kék és egy piros hologramos borítójú lap közül választhatott a vásárló. A piros kiadásról tudjuk azt, hogy nagyobb példányszámban kerülhetett a vásárlók tulajdonába, ugyanis a Semic kiadó döntése alapján az előfizetők csak azt a változatot kapták meg. Az újságárusoknál mindkét verziót kapni lehetett, de nyilván nem mindenki választotta a kék változatot, így ebből következőleg a kék borítójú képregény ritkábbnak tekinthető.
A következő hasonló kiadású képregényre nem sokat kellett várni, A Csodálatos Pókember (1. sorozat). 62. esküvői, különleges száma ugyancsak 2 különböző elülső fedőlappal várta az olvasókat (itt sajnos már nem tudjuk, hogy az előfizetők mely változatot kapták meg).
Ezt követően 2009 áprilisáig kell eljutnunk az időben, a következő 2 borítós megjelenés a Kingpin kiadó A Hihetetlen Pókember: Az új Bosszú Angyalai? című képregénykötete volt . E kiadó hivatalos fórumán még azt is megtudhattuk e képregényekkel kapcsolatban, hogy ha egy adott képregény 2 eltérő borítóval jelenik meg, de azonos példányszámban, akkor közel ugyanannyiba kerül a gyártási költségük. Ha azonban az egyik borítójú képregényből csak nagyon kevés, mondjuk 100 darab készülne (a magyar szuperhősös kötetekből egyes hírek szerint általában 2000 példány készül), akkor annak előállítási költsége jelentősen többe kerülne, s ennek következtében az ára is .
Természetesen nemcsak szuperhősös képregények jelentek meg variáns borítókkal Magyarhonban, hanem szerzői kiadású képregények is, mint például a 5Panels csapatának Vadhajtás (az első kiadása 7 eltérő borítóval jelent meg) illetve Staféta (1. rész, 2 eltérő borítóval jelent meg) című munkái .
A hazai újságárusoknál az egy időben, több különböző borítóval megjelenő, képregény rekordját azonban nem ezek a füzetek tartják, hanem a MAD 5. száma, amely 1997. szeptemberében 4 különböző borítóval parodizálta ki az akkor mozikban vetített Batman és Robin című filmet.
Magyarországon az egyes francia-belga és Rejtő-képregények újrakiadásával nőtt meg az alternatív borítójú lapok száma.

## Néhány ismertebb borító elnevezése

### Alternate/Variant cover (Alternatív/variáns borító)
Sok esetben egy képregény több fajta, eltérő borítóval jelenik meg. Az a változat, amely általában kisebb példányszámban jelenik meg, drágább borítóárú, az alternatív/variáns borítójú képregény (további ismérvei a fenti cikkrészletben).

### Black cover (Fekete borító)
Olyan képregény, amelynek borítóján a fekete szín van túlsúlyban. A fekete tintával való nyomtatás (a többi színhez viszonyítva) gyakran hibákat produkál. Utólag nehéz őket kiváló állapotban beszerezni, ezért a fekete borítójú képregények sokat érnek.

### Blank comic cover (Üres borító)
Az utóbbi években született meg ez a fajta borító, amely „teljesen” üres, fehér felülettel jelenik meg. Az ilyen borítókra bárki rajzolhat, azaz elkészítheti a saját variáns borítóját egy adott képregényből. Mégis nagyon sokan általában a különféle képregényes eseményekre viszik el ezeket a kiadványokat, ahol a meghívott, híres, adott esetben kedvenc alkotókkal készíttetnek el egy rajzot a borítóra .

### Bondage cover (Fogságot ábrázoló borítók)
A legtöbb esetben az ilyen borítók egy fogságban, általában megkötözve, levő nőalakot jelenítenek meg. A Wonder Woman (Csodanő) képregények számos ilyen borítóval gazdagították a képregény történetét .

### Cardstock cover
Olyan borítójú képregény, amelynek a súlya Amerikában 110 és 300 gramm (igaz ez országonként és kiadónként eltérhet) között van négyzetméterenként. E papírból készülnek a különféle kártyák és a képregénykötetek borítói (TPB-k).

### Chromium cover (Krómozott borítójú képregény)
Különleges fényvisszaverő fóliával ellátott borító, amely csillogó hatásának köszönhetően érdekes színeffektusokat és színárnyalatokat képes produkálni.

### Classic cover (Klasszikus borító)
Olyan borító, amely témája, tartalma, rajzolása tekintetében klasszikus/régies/nosztalgikus benyomást kíván kiváltani az olvasókban. A történelmi témájú képregények sokszor ilyen elülső fedőlapot használnak.

### Convention variant cover
A kifejezetten képregénybörzékre, képregény-fesztiválokra és képregényes eseményekre készített varináns borítójú kiadás.

### Die-cut cover (Kivágott borítójú képregény)
Egyedi kivágással rendelkező képregény (általában a kivágott rész  különleges alakzatot vesz fel, így téve még érdekesebbé, még dramatikusabbá az elülső fedőlapot). Az ilyen képregények általában egy második borítóval is rendelkeznek (közvetlenül a „főborító” alatt), amelynek egy része e kivágáson keresztül látható.

### Double cover (Dupla borító)
Nyomdahiba során olykor előfordulhat, hogy véletlenül két borítót fűznek hozzá a képregény beltartalmához a „szokásos” egy helyett. Ezek a hibás példányok sokat megérhetnek a „tökéletlen” képregényeket gyűjtők körében.

### Dynamic corces (DF) comic cover
A Dynamic Forces egy olyan cég, amely kifejezetten számozott példányszámú variáns képregények valamint aláírt képregények, litográfiák és más dedikált relikviák árusításával foglalkozik. Az DF dedikált képregényei (DF Signed comics) általában kézzel számozottak és egy szintén számozott tanúsítvánnyal vannak ellátva, amely azt hivatott bizonyítani, hogy a képregényen szereplő aláírás valódi.

### Embossed cover (Dombornyomott borító)
Egy dombornyomott minta helyezkedik el a borítón, amely kiemelkedik a sík részből.

### Faded cover (Kifakult borító)
Napfény vagy világítás hatására kifakult borítók. Főleg az ibolyántúli fény káros hatása miatt kezdenek kifakulni a borítók.

### Flicker cover/Lenticular cover
A borítóra nyomtatott képek mozognak, ha különböző szögből tekintünk azokra.

### Foil cover (Fémes-fóliázott borító)
Olyan borító, amelynek egyes részein vékony, fémes fényvisszaverő fólia található.

### Foilogram cover
A szóösszetételből is könnyen kikövetkeztethető, hogy két szó, a FOIL és a HOLOGRAM összevonásából született meg ez a borító. E két borító tulajdonságaival rendelkezik. Fényvisszaverő a borítója.

### Gatefold cover
Kihajtható belső lappal rendelkező borító. Olyan borító, amelynek az elülső belső része kihajtható, így a borító egy nagyobb képet tud alkotni. Olykor a hátsó borító is rendelkezik egy ilyen kihajtható belső lappal, így akár egy nagy 4 oldalas képet is ábrázolhat a borító (pl.: amerikai X-Men [1991-es sorozat] 1. szám). Gyakran a kihajtott rész hátoldalán további kép vagy képek helyezkednek el.

### Gimmick cover
Azon borítók közös elnevezése (glow-in-the-dark, hologram-enhanced, die-cut, embossing, foil stamped és foil-embossed cover), amelyek valamilyen különleges „hatással, díszítéssel”, kivágással lettek ellátva, így téve a kiadványt érdekesebbé (adott esetben szebbé) és kelendőbbé.

### Glow in the dark cover (Sötétben világító/fénylő borító)
Foszforeszkáló tintával készített borító, amelynek köszönhetően éjjel világít a borító.

### Hardcover/hardback/hardbound (Keményfedeles, kemény kötésű képregény)
Olyan gyűjteményes kötetek elnevezése, amelyek merev, kemény papírkötésű, általában cérnafűzött (de sok esetben ragasztott) gerinccel és keménytáblás borítóval rendelkeznek. E könyvek/képregények sok esetben díszes könyvborítóval jelennek meg, belsejük pedig biztonságosan széthajtható, nem kell attól tartani, hogy kihullanak belőle a gyakorta savasodásnak ellenálló anyagból készült lapok. E felsorolt okok miatt hosszabb az élettartamuk és az áruk is drágább, ha a puhafedeles kiadványokhoz hasonlítjuk őket.

### Holofoil cover
A hologram és a chromium borító ötvözete. Ez utóbbi csillogását „örökölte”.

### Hologram cover (Hologramos borító)
Hologrammal ellátott borító. A hologram egy különleges borítóra ragasztott fólia, amely egy szabad szemmel is jól látható (nem kell hozzá semmilyen speciális szemüveg), 3 dimenziós képet képes előállítani. A hologram általában csak a borító egy részét foglalja el. Számos, a képújság belsejében elhelyezett, ajándék-kártya is hologrammal van díszítve.

### Homage cover (Tisztelgést, hódolatot kifejező borító)
E borítók „tisztelgést” fejeznek ki egy korábban megjelent borító előtt vagy éppen kifigurázzák/parodizálják azt. Adott esetben más médiában látott (mű)alkotással, jelentősebb média-eseménnyel is foglalkozhatnak. Az alkotók célja az, hogy egy érdekes, figyelemfelhívó elülső fedőlapot alkossanak, amely így könnyebben eladható. Néha egyes képregényborítók szimbólummá, ikonikussá, rendkívül népszerűvé válnak, így egyes alkotók úgy érzik, hogy ezek koncepcióját felhasználva megalkotják a saját, hasonló borítójukat ily módon tisztelegve a nagy elődök előtt.

### Infinity cover (Végtelenség borító)
E borító olyan jelenetet ábrázol, amely a végtelenségig ismétlődik.

### Leather cover (Bőrborító)
Bőrre nyomtatott borító.

### Line drawn cover
Hagyományos módon készített borító, ahol az elkészült vázlatrajzokat fekete tussal (india ink) átrajzolják, majd ezután kiszínezik a képregényt.

### No cover (Borító nélküli képregény)
A képregény borítója hiányzik.

### Over-cover (Túlméretes borító)
Az 1950-es években készült képregényekre jellemző az, hogy a borító megközelítőleg 1/16-od hüvelykkel (angolul: inch; 1 inch= 2,54 cm) hosszabb a képregény beltartalmánál. E miatt az eltérés miatt, sérülékenyebb az újság, különösen a borítója.

### Painted cover (Festett borító)
Festési folyamat útján készített borító. Egyesek, helytelenül, a szürke illetve sötét színárnyalatú képregényekre (Grey tone cover) is ezt az elnevezést használják.

### Paper cover/Self-cover (Papír- vagy újságborítójú képregény)
Olyan borító, amely ugyanolyan fajtájú papírra van nyomtatva, mint az újság belseje. E miatt nagyon gyorsan elhasználódnak/megsérülnek, így az idő múlásával nehéz belőlük kiváló állapotú példányt szerezni.

### Photo cover/Pictorial cover (Fénykép/fotó-borító)
Egy fénykép kerül az újság elülső fedőlapjára a „megszokott” kézi készítésű rajz helyett.

### Prism foil cover (Prizmás [Fénytörő prizmás] fóliázott borító)
Különleges, 3 dimenziós, ismétlődő mintával ellátott, fényvisszaverő, tükröződő fóliájú képregényborító.

### Signed comic cover (Aláírt borítójú képregény)
A képregény valamely alkotójának aláírása szerepel a képújság borítóján. Az e kézjegyekkel ellátott komikok nemcsak eszmei, de jelentős anyagi értéket is képviselnek. Sajnos azonban sok esetben nagyon nehéz annak a bizonyítása, hogy tényleg a képregény valamely szerzője dedikálta az adott példányt.

### Sketch cover (Vázlat-borító)
Egy nyers, általában fekete-fehér, vázlatrajz kerül a képregény borítójára.

### Softcover/softback/paperback (Puhafedelű, puha kötésű képregény vagy könyv)
Olyan gyűjteményes kötetek elnevezése, amelyek hajlékony/rugalmas papírkötéssel rendelkeznek és általában ragasztottak a gerincük mentén (tehát nem cérnafűzöttek illetve nem fémkapcsok tartják össze). E könyvek/képregények általában nem rendelkeznek könyvborítóval, a kiadványok belsejének széthajtása pedig nagyobb kockázattal jár (a különféle környezeti hatások miatt könnyebben széthullanak). Ezen okok miatt rövidebb az élettartamuk és az áruk is olcsóbb, ha a keményfedeles kiadványokhoz hasonlítjuk őket.

### Standard cover (Standard-, alap-, rendes borító)
Sok esetben egy képregény több fajta borítóval jelenik meg. Az a változat, amely nagyobb példányszámban jelenik meg, minden képregény-árusító helyen kapható és olcsóbb borítóárú, a standard borítójú képregény.

### Three fourths cover (¾-es borító)
A képregények egy része eladatlan marad, s ezen példányokat (vagy csak egy bizonyos részüket) az újságárusok visszaküldik a kiadójuknak (ez a remittenda más néven). Régen Amerikában a borító felső ⅓-ad vagy ¼-ed részét (de adott esetben a teljes borítót) letépték, s így küldték vissza a képregényeket a kiadójuknak (ezután fizette csak ki az újságárusokat a kiadó) E gyakorlat miatt van az, hogy az 1935 és 1965 között készült képregények nagy része csak borító nélkül vagy hiányos borítóval lelhető meg.

### Transparent cover (Átlátszó/áttetsző borító)
A nyomtatás, olykor bizonyos mértékben átüt, így az elülső külső borító látszódhat az elülső belső borítón is. Nem mindig esetben nyomdahiba eredményezi e problémát.

### Two thirds cover (⅔-os borító)
Lásd a Three Fourths Cover-nél leírtakat.

### White cover (Fehér borító)
Olyan képregény, amelynek borítóján a fehér szín van túlsúlyban. Az ilyen képregények sajnos elég gyorsan bepiszkolódnak vagy megsérülnek és emiatt kopottasnak, használtnak, viseltesnek tűnnek. Nehéz őket kiváló állapotban megőrizni, ezért egyes gyűjtők hatalmas összegeket is kifizetnek egy-egy tökéletes kondíciójú példányért.

### Wraparound cover
Olyan képregény, amelynek nemcsak elülső külső, hanem a hátulsó külső borítóján is kép található. E két rész általában összetartozik, s ha kihajtjuk a borítót, egy nagy képet kapunk.

### Wrong cover (Rossz borító)
Ritka kötészeti hiba, ahol egy képregény borítóját egy másik képújság belső oldalaihoz fűzik/kötik.

## Megjegyzés
Az alábbi cikk a 2012. március 31-én megrendezett szegedi képregény- és játékbörze kiállítására készült, s a szerző engedélyével jelenik meg a Wikipédián.

## A szöveg törzsanyaga az alábbi forrásokon alapul
- http://www.teako170.com/terms1.html
- http://www.teako170.com/terms2.html
- http://www.teako170.com/terms3.html
- http://www.teako170.com/terms4.html
- http://www.comiccollectorlive.com/Forum/default.aspx?g=posts&t=12258
- http://winterfell.blogs.com/fluitnotes/2009/08/naturally-enhanced-the-best-of-the-hologram-diecut-glowinthedark-covers.html
- http://www.comicvine.com/news/the-5-returning-comic-cover-trends/139262/